# Ostrówek (gmina w województwie łódzkim)
Ostrówek (do 1953 gmina Skrzynno) – gmina wiejska w województwie łódzkim, w powiecie wieluńskim. W latach 1975–1998 gmina położona była w województwie sieradzkim.
Siedziba gminy to Ostrówek.
Według danych z 30 czerwca 2004 gminę zamieszkiwało 4640 osób.

## Walory gminy
Gmina Ostrówek położona jest w północnej części powiatu Wieluńskiego. Posiada równninno-płaską rzeźbę terenu. Na terenie gminy występują głównie gleby kompleksu żytniego o niskiej klasie bonitacyjnej. Około 25% powierzchni zajmują lasy. W gminie znajdują się stawy rybne. Na terenie Ostrówka występują duże pokłady żwiru – surowca niezbędnego do produkcji materiałów budowlanych. Nieskażone środowisko, położenie z dala od ośrodków przemysłowych i korzystne warunki klimatyczne sprzyjają rozwojowi rolnictwa. Jest to rejon uprawy zbóż i ziemniaków. Hoduje się tutaj trzodę chlewną, bydło mięsne, a od niedawna także gęsi. Na terenie gminy znajduje się 10 głębinowych ujęć wody. Wszystkie miejscowości mają zapewnioną bieżącą wodę. Rozpoczęto budowę oczyszczalni ścieków i kanalizacji.

## Surowce
Na terenie gminy Ostrówek znajduje się część złoża węgla brunatnego o zasobności ok. 490 mln ton. Złoże nosi nazwę „Złoczew” i zlokalizowane jest kilka km na północ od Ostrówka (na pograniczu powiatów wieluńskiego i sieradzkiego). Eksploatację złoża wstępnie planuje się na lata 2025–2045. Wydobyty węgiel będzie transportowany do elektrowni Bełchatów. Transport do elektrowni będzie odbywał się poprzez linię kolejową.

## Struktura powierzchni
Według danych z roku 2002 gmina Ostrówek ma obszar 101,6 km², w tym:
- użytki rolne: 68%
- użytki leśne: 25%

Gmina stanowi 10,95% powierzchni powiatu.

## Demografia

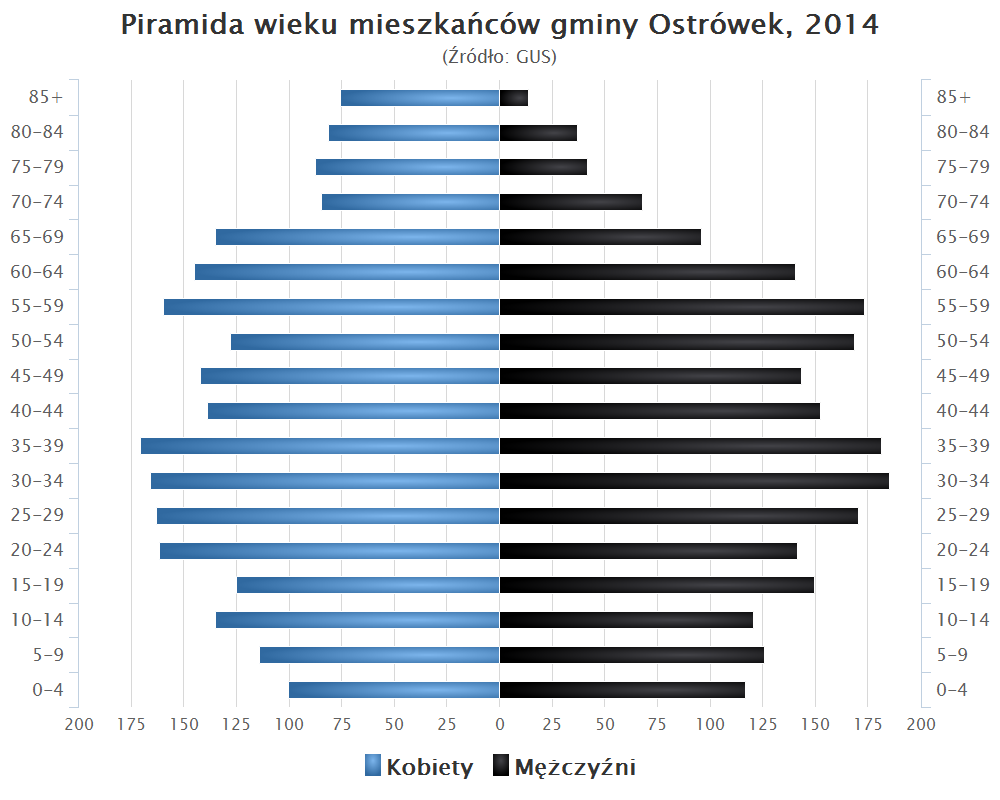
Piramida wieku mieszkańców gminy Ostrówek w 2014 roku

Dane z 30 czerwca 2004:
| Opis                              | Ogółem | Ogółem | Kobiety | Kobiety | Mężczyźni | Mężczyźni |
| --------------------------------- | ------ | ------ | ------- | ------- | --------- | --------- |
| Jednostka                         | osób   | %      | osób    | %       | osób      | %         |
| Populacja                         | 4640   | 100    | 2348    | 50,6    | 2292      | 49,4      |
| Gęstość zaludnienia [mieszk./km²] | 45,7   | 45,7   | 23,1    | 23,1    | 22,6      | 22,6      |

## Sołectwa
Bolków, Dębiec, Dymek, Janów, Milejów, Niemierzyn, Nietuszyna, Okalew, Ostrówek, Rudlice, Skrzynno, Wielgie, Wola Rudlicka.

## Pozostałe miejscowości
Dębiec-Kolonia, Górne, Gwizdałki, Jackowskie, Kopiec, Koźlin, Kuźnica, Marynka, Oleśnica, Piskornik, Raczyńskie, Staropole, Ugoda-Niemierzyn.

## Sąsiednie gminy
Czarnożyły, Konopnica, Lututów, Osjaków, Wieluń, Złoczew